# 凤鲚
凤鲚（学名：Coilia mystus）为輻鰭魚綱鯡形目鳀科鲚属的鱼类，俗名凤尾鱼、烤籽鱼、籽鲚、子鲚、馬齊魚。分布于印度洋北部沿海、朝鲜、日本、印度尼西亚以及中国沿海等，属于河海洄游性鱼类。其溯河产卵洄游。该物种的模式产地在印度沿海。
凤鲚尾部分叉状，呈红色，尖细窄长，酷似凤尾，故得名。

## 产区
子鲚得名于温州人对凤尾鱼的俗称，最初特指生长于瓯江口外的凤尾鱼，因上市时节满腹是籽，故名“子鲚”，是鳳尾魚最可口的地方。温州历有“江心寺后凤尾鱼”的说法。每年立夏，平时生活在东海浅海区的子鲚逆江而上，在瓯江咸淡水汇合之处产卵繁殖，主要群集于江心屿附近的江面，直至小暑，渔汛约2个月。

## 食用
子鲚腹内多籽，肉质细嫩，高蛋白、高脂肪，富含磷酸。曬乾後的魚子又名金銀春或金銀魚子。民间多油炸食用，不需刮鳞剖肚，只从口中掏净内脏，油炸后鱼骨鱼刺酥脆，整鱼均可入口。